# Cleocnemis xenotypa
Cleocnemis xenotypa là một loài nhện trong họ Philodromidae.
Loài này thuộc chi Cleocnemis. Cleocnemis xenotypa được Cândido Firmino de Mello-Leitão miêu tả năm 1929.